# Ba-Peulh
Ba-Peulh est une commune située dans le département de Kombori de la province de Kossi au Burkina Faso.